# 諾伯溪
諾伯溪（英文：Noble Creek）是一個位於加拿大英屬哥倫比亞省湯普森-尼古拉地區甘露市北側，北湯普森河右岸（西側）的一個鄰里社區。範圍內主要為酒莊、農場和自然區，此外亦有些許住宅，其中農業區域市政府在此地區引入專門的灌溉系統。連通社區的主要道路為聯通至北岸的市幹道威斯特塞德路（Westsyde Rd.）。此鄰里也為北甘露地區北湯普森河右岸（西側）最北之鄰里社區，下鄰威斯特塞德，河對側與雷利、赫夫利溪相接。

## 資料來源
1. ↑  .   [2022-07-12]. （原始内容存档于2022-07-12）.
2. ↑  .   [2022-07-12]. （原始内容存档于2022-07-12）.
3. ↑  .   [2022-07-12]. （原始内容存档于2022-07-12）.
4. ↑  .   [2022-07-12]. （原始内容存档于2022-02-18）.
5. ↑  . City of Kamloops.   [2022-08-15]. （原始内容存档于2021-04-22）. Neighborhoods